# Alpenus affinis
Alpenus affinis är en fjärilsart som beskrevs av Rothschild 1910. Alpenus affinis ingår i släktet Alpenus och familjen björnspinnare. Inga underarter finns listade i Catalogue of Life.